# ご存知有名刑事ゾクゾク殺人事件
ご存知有名刑事ゾクゾク殺人事件（ごぞんじゆうめいけいじゾクゾクさつじんじけん、原題：Murder Can Hurt You）は、1980年にアメリカ合衆国で公開されたテレビ映画。

## 概要
ロジャー・デュコーニー監督。『名探偵登場』に似たつくりとなっており、1960~70年代に放送された「探偵もの」や「刑事もの」のテレビドラマ作品に登場した主人公が一堂に会するという設定のコメディ映画。
登場キャラクターはコジャック、バレッタ、スタスキー&ハッチ、アイアンサイド、ペパー、コロンボ、ミセス・コロンボ、マクロードなど。
日本では地方局の深夜映画枠やテレビ東京で放送され、放送用に制作された吹替版では、登場人物の名前がパロディ元のキャラクター名に戻されている。

## あらすじ
ウィリーという酔っ払いが謎の男ホワイトマンに襲われた。ランブレッタはホワイトマンの追跡中にパンケーキミックスと牛乳を積んだトラックに突っ込んでしまい、巨大なパンケーキになって死んでしまった。捜査に当たったノジャックは刑事仲間を招集するが、彼らも次々犠牲になっていくのだった。

## キャスト
※括弧内は日本語吹替。
- バロンボ警部補：バート・ヤング（青野武）
- 鬼警部アイアンボトム：ヴィクター・ブオノ（兼本新吾）
- ハッチントン：ジョン・バイナー（キートン山田）
- ポニー・ランブレッタ：トニー・ダンザ（石丸博也）
- スタヅキー：ジェイミー・ファー（納谷六朗）
- 刑事ノジャック：ギャヴィン・マクレオド（内海賢二）
- 警部マクスカイ：バック・オーウェンス（池田勝）
- 女刑事ソルティー・サンダーソン：コニー・スティーヴンス（吉田理保子）
- バークス：ジミー・ウォーカー（屋良有作）
- バロンボ夫人：リズ・トーレス（山田栄子）
- ラクェル：グニラ・ハットン（榊原良子）
- スタルコス：マーティ・アレン（広瀬正志）
- 親切な医者：アレン・ケース（郷里大輔）
- グレート・レディ：ハリエット・メディン（巴菁子）
- チッキーベイビーの声：メル・ブラン

- ワインのウィリー：メイソン・アダムス
- ホワイトマン：ミッチ・クラインデル